# Великий Кал (Мирна Печ)
Великий Кал (словен. Veliki Kal) — поселення в общині Мирна Печ, регіон Південно-Східна Словенія, Словенія.